# Fußball in Prag
Der Fußball in Prag entwickelte sich mit Gründung der ersten Vereine in den frühen 1890er Jahren und der erstmals im Frühjahr 1896 ausgetragenen böhmischen Fußballmeisterschaft. Die beiden großen Stadtrivalen Sparta und Slavia gelten traditionell als die beiden „ewigen Rivalen“ des Fußballs in Tschechien.

## Geschichte

### Böhmen

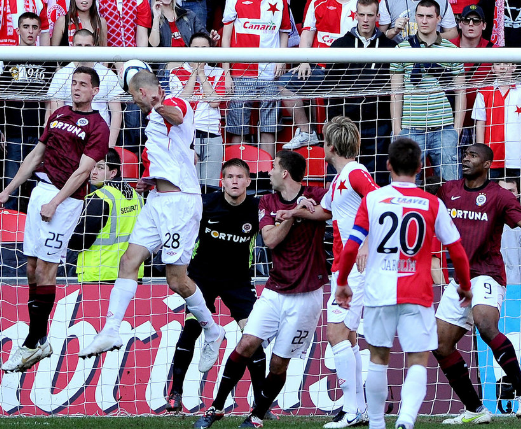
Szene aus dem 278. Pražské derby zwischen Sparta und Slavia (0:1) vom 29. September 2012.

Der älteste Verein von Böhmen, und somit auch von Prag, ist der 1891 gegründete AC Prag, dessen Fußballabteilung allerdings erst wenige Jahre später ins Leben gerufen wurde. Im selben Jahr wurde auch der deutsche Eis- und Ruderclub Regatta Prag gegründet, welcher später ebenfalls um eine Fußballabteilung bereichert wurde und aus dem 1896 der DFC Prag hervorging. 1892 folgte die Gründung von Slavia und ein Jahr später von Sparta, die beide zu den großen Rivalen des Fußballs in Tschechien erwuchsen und unterschiedlicher kaum sein konnten: Slavia gilt seit jeher als Repräsentant des intellektuellen Bürgertums und hatte sich die Gegnerschaft sowohl der Habsburgermonarchie wie später auch der nationalsozialistischen Besatzer und der kommunistischen Machthaber zugezogen. Sparta galt seit Anbeginn als traditioneller Arbeiterverein, der sich schnell zum beliebtesten Verein des Landes entwickelte und zumindest in der kommunistischen Ära Gönner auf höchster Regierungsebene hatte. Ebenfalls 1893 wurde von Studenten des Akademischen Gymnasiums der ČFK Kickers gegründet, der die erste Fußballmeisterschaft von Böhmen im Frühjahr 1896 zu seinen Gunsten entscheiden konnte. Die im Herbst desselben Jahres ausgetragene zweite Fußballmeisterschaft wurde vom „deutschen“ DFC gewonnen, der bis zum Ende der Habsburgermonarchie 1917 zu den führenden Vereinen Böhmens zählte und 1917 noch einmal zu Meisterehren kam. Der DFC trat aber auch in Spielen um die deutsche Fußballmeisterschaft an und erreichte gleich bei der ersten Austragung in der Saison 1902/03 (wenn auch kampflos!) das Finale gegen den VfB Leipzig, das trotz 1:0-Führung mit 2:7 verloren wurde. In Böhmen selbst aber entwickelte Slavia sich rasch zum Serienmeister, der bis zum Ausbruch des Ersten Weltkriegs die böhmische Fußballmeisterschaft quasi im Alleingang gewann.

### Tschechoslowakei
Mit Gründung der Tschechoslowakei 1918 folgte quasi ein Machtwechsel, denn nach einem weiteren Meistertitel von Slavia gleich zu Beginn im Spieljahr 1918 gewann Sparta, das nur 1912 die böhmische Fußballmeisterschaft gewinnen konnte, die Tschechoslowakische Fußballmeisterschaft fünfmal in Folge. Der Grundstein für eine erbitterte und dauerhafte Rivalität war gelegt. Denn bis 1948 machten Sparta und Slavia die Meisterschaft allein unter sich aus. Lediglich in der Saison 1927/28 war es dem 1903 gegründeten Stadtrivalen Viktoria Žižkov aus dem Stadtteil Žižkov im Osten der Stadt gelungen, in diese Phalanx einzudringen und zum einzigen Mal in seiner Vereinsgeschichte die Fußballmeisterschaft zu gewinnen.
Die absolute Vorherrschaft der Prager Vereine endete erst 1949, als der NV Bratislava den Meistertitel erstmals in den slowakischen Landesteil entführen konnte und in den beiden folgenden Jahren verteidigte. Während Sparta nach der Machtübernahme durch die Kommunisten wenigstens noch einigermaßen mithalten konnte, wurde Slavia regelrecht demontiert. Zunächst mussten sie auf Geheiß der Regierung ihr angestammtes Heimatstadion in Letná verlassen; einem Gebiet nördlich des Stadtzentrums, in dem nahezu alle Prager Vereine, die noch im 19. Jahrhundert gegründet worden waren, ihre Heimspiele ausgetragen hatten und das fortan dem Stadtrivalen Sparta allein zur Verfügung stand. Slavia wurde nach Vršovice im Südosten der Stadt verpflanzt und geriet dadurch in räumliche Nähe zu den seit jeher im selben Stadtteil ansässigen Bohemians, die den einzigen Meistertitel ihrer Vereinsgeschichte in der Saison 1982/83 gewannen. In der Popularität des Prager Fußballpublikum rangieren die Bohemians, auch „Kängurus“ genannt, die zur Zeit des Kommunismus weitgehend unabhängig von der Politik blieben, an dritter Stelle. Seit dem zwangsweise erfolgten Umzug von Slavia sind die Duelle zwischen den beiden Vereinen, deren Stadien nur etwa einen Kilometer voneinander entfernt liegen, eines der wichtigsten Derbys im Prager Fußball.
Obwohl Sparta Gönner in der kommunistischen Regierung hatte und zwischen 1952 und 1967 immerhin noch vier Meistertitel gewinnen konnte, waren auch die „Eisernen“ bald nicht mehr die sportliche Nummer eins in Prag, wenn auch weiterhin der beim Publikum beliebteste Verein der Stadt. Denn der 1948 gegründete Armeesportverein, der 1956 den Namen Dukla erhielt, wurde von den kommunistischen Machthabern massiv gefördert und zur tschechischen Spitzenmannschaft aufgebaut. Dies geschah unter anderem durch den Abzug einiger Leistungsträger der massiv benachteiligten Slavia-Mannschaft, die zu allem Überfluss auch noch dem Innenministerium angegliedert wurde und zeitweise unter der (zusätzlichen) Bezeichnung Dynamo in ungewohnten blauen Farben spielen musste. Doch zu einem Publikumsmagneten konnte sich der seit 1960 im Prager Nordwesten angesiedelte Armeesportverein trotz seiner insgesamt elf Meistertitel, die er zwischen 1953 und 1982 gewann, nie entwickeln und rangierte beispielsweise in den 1980er Jahren mit einem Zuschauerschnitt von rund 2.500 auf dem letzten Platz aller Erstligavereine.

### Stadien
Somit darf als Ironie bezeichnet werden, dass der ursprüngliche Armeesportverein (bis 1994) heute mit dem Stadion Juliska über das Prager Stadion mit der größten Kapazität verfügt, in dem rund 28.000 Zuschauer Platz finden, während die Stadien von Sparta (Generali Arena) und Slavia (Eden Aréna) jeweils nur gut 20.000 Besucher aufnehmen können, von den Kleinstadien von Bohemka (Ďolíček) und Viktorka (eFotbal Aréna) ganz zu schweigen. Das weitaus größere Strahov-Stadion im Westen der Stadt, mit einer eigentlichen Kapazität für rund 250.000 Zuschauer das größte Stadion weltweit, beherbergt heute die Geschäftsstelle von Sparta Prag und wird nur noch als Trainingscamp und Spielstätte für deren Reservemannschaften genutzt.

### Tschechische Republik
Nach der Trennung von Slowakei und Tschechien wurde 1993 die neue tschechische Fußballliga eingeführt. Häufigster Meister wurde Sparta Prag, das bis einschließlich zur Saison 2013/14 zwölf Titel gewann. Den zweiten Platz (mit jeweils drei Titeln) teilen sich Slavia Prag und Slovan Liberec, die beide in der kommunistischen Epoche ohne Meistertitel geblieben waren. Doch der Wegfall der slowakischen Vereine wirkte sich negativ auf die Attraktivität und das Niveau der Liga aus. Die Folgen sind ein drastischer Besucherrückgang und finanzielle Engpässe, die den meisten Vereinen zusetzen. Sparta Prag, das früher oft mehr als 40.000 Zuschauer pro Heimspiel anzog und das heute meist kaum mehr als 8.000 Besucher aufweisen kann, überlebt nur dank seiner Eigenschaft als Talentschmiede und dem Weiterverkauf seiner besten Spieler ins finanzkräftigere Ausland.

### Derbybilanz Sparta vs Slavia

Eintrittskarte zum 260. Pražské derby am 16. Oktober 2004, das Sparta 2:0 gewann.

Bisher (Stand: 30. April 2015) wurden insgesamt 283 Derbys zwischen Sparta und Slavia ausgetragen. 132 davon gewann Sparta, während Slavia 86 Begegnungen für sich entscheiden konnte. Die übrigen 65 Duelle endeten unentschieden. Das Torverhältnis von 514:418 spricht ebenfalls für Sparta.
Ähnlich erfolgreich ist die Bilanz für Sparta in der Liga, in der von 165 Derbys 82 gewonnen und 48 verloren wurden. Die übrigen 35 Spiele endeten remis. Das Torverhältnis beträgt 282:208 zu Gunsten von Sparta.
Der höchste Derbysieg datiert vom 24. November 1907 und wurde von Slavia 9:1 gewonnen. Spartas höchster Sieg wurde am 14. Juni 1952 mit 8:1 verzeichnet. Das torreichste Derby fand am 3. Juli 1943 statt und endete mit 8:4 für Slavia.
Die erfolgreichsten Derbytorschützen sind Josef Bican mit 35 Toren auf Seiten von Slavia und Josef Ludl, der 19 Treffer für Sparta erzielen konnte.